# Campiglossa matsumotoi
Campiglossa matsumotoi är en tvåvingeart som först beskrevs av Tokuichi Shiraki 1968.  Campiglossa matsumotoi ingår i släktet Campiglossa och familjen borrflugor. Inga underarter finns listade.